# Dąbrówka (powiat otwocki)
Dąbrówka – wieś sołecka w Polsce położona w województwie mazowieckim, w powiecie otwockim, w gminie Celestynów.
| SIMC    | Nazwa   | Rodzaj    |
| ------- | ------- | --------- |
| 0000840 | Opłocie | część wsi |

Wierni Kościoła rzymskokatolickiego należą częściowo do parafii Matki Bożej Anielskiej w Starej Wsi.

## Historia
Wieś szlachecka położona była w drugiej połowie XVI wieku w powiecie czerskim ziemi czerskiej województwa mazowieckiego. W latach 1975–1998 miejscowość należała administracyjnie do województwa warszawskiego.
Nazwa miejscowości (która od 1952 roku należy do gminy Celestynów) pochodzi od derby – małej doliny (w staropolskim – wąwozu), w której leży Dąbrówka. Przez wieś biegł stary trakt łączący Karczew z Kołbielą. Obecnie zabudowania skupiają się w większości wzdłuż drogi łączącej Otwock i Celestynów. Wieś notowana w 1428 r. W XIX w. tworzyły ją dwie wsie – Dąbrówka Otwocka i Dąbrówka Starowiejska. Wiadomo, że w tej drugiej w 1827 roku znajdowało się 15 domów, w których mieszkało 102 mieszkańców. Pod koniec XIX w. Dąbrówka należała do dóbr Zamoyskich z Kołbieli. W 2002 r. liczba mieszkańców wynosiła 800 osób. Przy głównej drodze znajduje się tablica upamiętniająca 11 żołnierzy, mieszkańców Dąbrówki walczących w 1945 r. pod Budziszynem, która została odsłonięta 19 maja 2005 r. Można tu również zobaczyć kilka tradycyjnych, drewnianych domów oraz stary krzyż.